# Zwangskonversionen von Serben im Unabhängigen Staat Kroatien
Mit Zwangskonversionen von Serben im Unabhängigen Staat Kroatien versuchte die staatsführende faschistische Ustascha-Bewegung ab Sommer 1941 bis Frühjahr 1942, die Serben auf dem Gebiet des sogenannten Unabhängigen Staates Kroatien (USK) systematisch zu assimilieren.
Während des Zweiten Weltkriegs sollten hunderttausende orthodoxe Serben durch die mittelbar oder unmittelbar erzwungene Konversion zum katholischen Glauben dauerhaft „kroatisiert“ werden. Genaue Zahlen zu den tatsächlich konvertierten Serben gibt es nicht. Einige Schätzungen gehen von etwa 240.000 konvertierten Serben aus, während andere die Zahl auf etwa 100.000 beziffern.
Der Versuch, die Serben im von den Achsenmächten abhängigen kroatischen Marionettenstaat aus der Sicht der Ustascha zu „rekatholisieren“, wurde bereits im Frühjahr 1942 wieder verworfen. Um den Staat zu befrieden und für nichtkatholische Nichtkroaten akzeptabler zu machen, entschloss sich die Ustascha-Führung zu einer Abkehr von ihrer aggressiven Konversionspolitik und stattdessen zur Gründung der Kroatisch-Orthodoxen Kirche im April 1942.

## Hintergrund
Ein zentraler Bestandteil der Ustascha-Ideologie war es, den serbischen Bevölkerungsanteil, welcher ein Drittel der Bevölkerung ausmachte, in dem von den Achsenmächten abhängigen kroatischen Marionettenstaat zu eliminieren. Laut dem Ustascha-Funktionär Mile Budak würde die kroatische Regierung „sie (die Serben) raus (aus dem USK) zwingen“. An anderer Stelle beschrieb er die Katholiken und bosnische Muslime als die einzig wahren Kroaten, wohingegen die Serben gehen müssten, ob aus freien Stücken oder nicht. Ein anderer Ustascha-Funktionär, Milovan Žanić, äußerte, dass die Serben gehen müssten und es keine Methode gäbe, welche die Ustascha nicht anwenden würden, um den Staat von den Serben zu reinigen. Laut Jonathan Steinberg war die Rolle der Religion eine der Besonderheiten der Ustascha-Verbrechen. Diese kombinierten katholische Religiosität mit kroatischem Nationalismus und extremer Gewalt. Der Völkermord an den Serben im Unabhängigen Staat Kroatien forderte Hunderttausende von serbischen Opfern. Dieser Völkermord geschah zur selben Zeit wie der Holocaust und der Völkermord an den Roma im USK und entsprach der Zielvorstellung der nationalsozialistischen Rassenpolitik, ein „ethnisch reines“ Großkroatien zu schaffen. Zahlreiche Massaker wie die Massaker von Prebilovci, Sanski Most und Banja Luka wurden verübt. Auch wurden Konzentrationslager eingerichtet, wie das KZ Jasenovac, KZ Stara Gradiška oder KZ Jadovno. Auch spezielle Kinderkonzentrationslager wie das KZ Gornja Rijeka, KZ Jastrebarsko und KZ Sisak wurden errichtet.
In der wissenschaftlichen Literatur geht man davon aus, dass die Zwangskonversionen unmittelbar nach der Gründung des Unabhängigen Staates Kroatien im April 1941 begannen. Der Historiker Mark Biondich argumentiert der vorherrschenden Meinung entgegen, dass die Ustascha diese erst einige Monate später, im Herbst 1941, als Möglichkeit in Betracht zogen. Die Massentötungen hatten zu Aufständen und zum Niedergang ganzer Regionen geführt. Im Hinblick auf die Schaffung eines „ethnisch reinen“ Großkroatiens zielte die Ustascha im Kriegsverlauf zunehmend auf die Zwangsassimilation der Serben.
In den Reihen der Ustascha schwankte man gegenüber den Serben zwischen exlusionistischen und assimilationistischen Tendenzen, wobei die erstere, welche nur die katholische und muslimische Bevölkerung als Kroaten ansah, dominierte. Demnach seien die Serben fremde Elemente, für welche es keinen Platz im kroatischen Staat gab. Bei den assimilationistischen Tendenzen handelte es sich bei den Serben um ethnische Kroaten, welche in der Folge durch den Übertritt zum katholischen Glauben „kroatisiert“ und damit eine „Lösung der serbischen Frage“ erreicht werden sollte.

## Zwangskonversionen durch die Ustascha
Die Ustascha definierten eigene Regeln und Standards bezüglich der Zwangskonversionen und bestimmten so, welche Serben konvertieren konnten und welche Gefahr liefen ermordet oder deportiert zu werden. Am 3. Mai 1941 erließ die Ustascha ein erstes Dekret betreffend Konversionen, wonach alle existierenden Gesetze bezüglich Konversionen, von denen einige bis in die Zeit der Habsburgermonarchie zurückreichten, bis auf Weiteres ausgesetzt wurden. Um zu konvertieren, musste sich eine Person bei den Behörden registrieren und die Voraussetzungen der Religion erfüllen, zu welcher sie übertreten wollte. Am 27. Mai 1941 gab das Ministerium für Recht und Religion Anweisungen für lokale Regierungsbeamte bezüglich der Konversion von einer Religion in eine andere heraus, gefolgt von einem Memorandum mit weiteren Richtlinien an die katholischen Bischöfe Kroatiens am 14. Juli 1941. In diesem Memorandum erklärten die Ustascha keine Konversion von orthodoxen Serben zum griechisch-katholischen Glauben zu akzeptieren. Auch wurde es serbischen Intellektuellen verboten zum katholischen Glauben zu konvertieren. Lediglich das serbische Landvolk war berechtigt die Konversion zu vollziehen. Am 30. Juli sowie am 2. August 1941 gab das Ministerium zwei weitere Rundschreiben heraus. Im ersten Rundschreiben wurden lokale Regierungsbeamte daran erinnert, dass eine Konversion von Serben zur griechisch-katholischen Konfession nicht erwünscht sei. Weiter wurde serbischen Intellektuellen die Konversion nur unter außergewöhnlichen Umständen erlaubt, wie im Falle von Mischehen, wenn der Ehepartner katholischer Konfession war und ihre Kinder katholisch getauft wurden. Abschließend wurde erklärt, dass zur Lutherischen Kirche konvertierte orthodoxen Serben nicht die gleichen Rechte wie die Kroatiendeutschen unter Führung von Branimir Altgayer erhalten und dass konvertierte Juden keinen anderen Rassenstatus, welcher durch die Rassengesetze des USK definiert wurde, erhalten. Das zweite Rundschreiben war an die Kirchenhierarchie in Zagreb gerichtet und wies die Gemeindepriester an, keine Konversionen ohne Genehmigung der Lokalbehörden durchführen zu lassen. Am 15. September 1941 wurde die religiöse Abteilung innerhalb der Direktion für staatliche Erneuerung gegründet. Diese Direktion war für die Überwachung der Deportationen von Serben, der Beschlagnahmung ihres Besitzes und der Umsiedlung von Slowenen aus dem CdZ-Gebiet Kärnten und Krain nach Kroatien zuständig. Die religiöse Abteilung innerhalb dieser Direktion wurde vom franziskanischen Mönch und Ustascha Dionizije Juričev geleitet und war die staatliche Koordinationsstelle der Zwangskonversionen. Eine der ersten und größten Massenkonversionen fand im August 1941 in der Gemeinde Prijedor statt, als 15.000 orthodoxe Serben zur katholischen Konfession konvertierten.

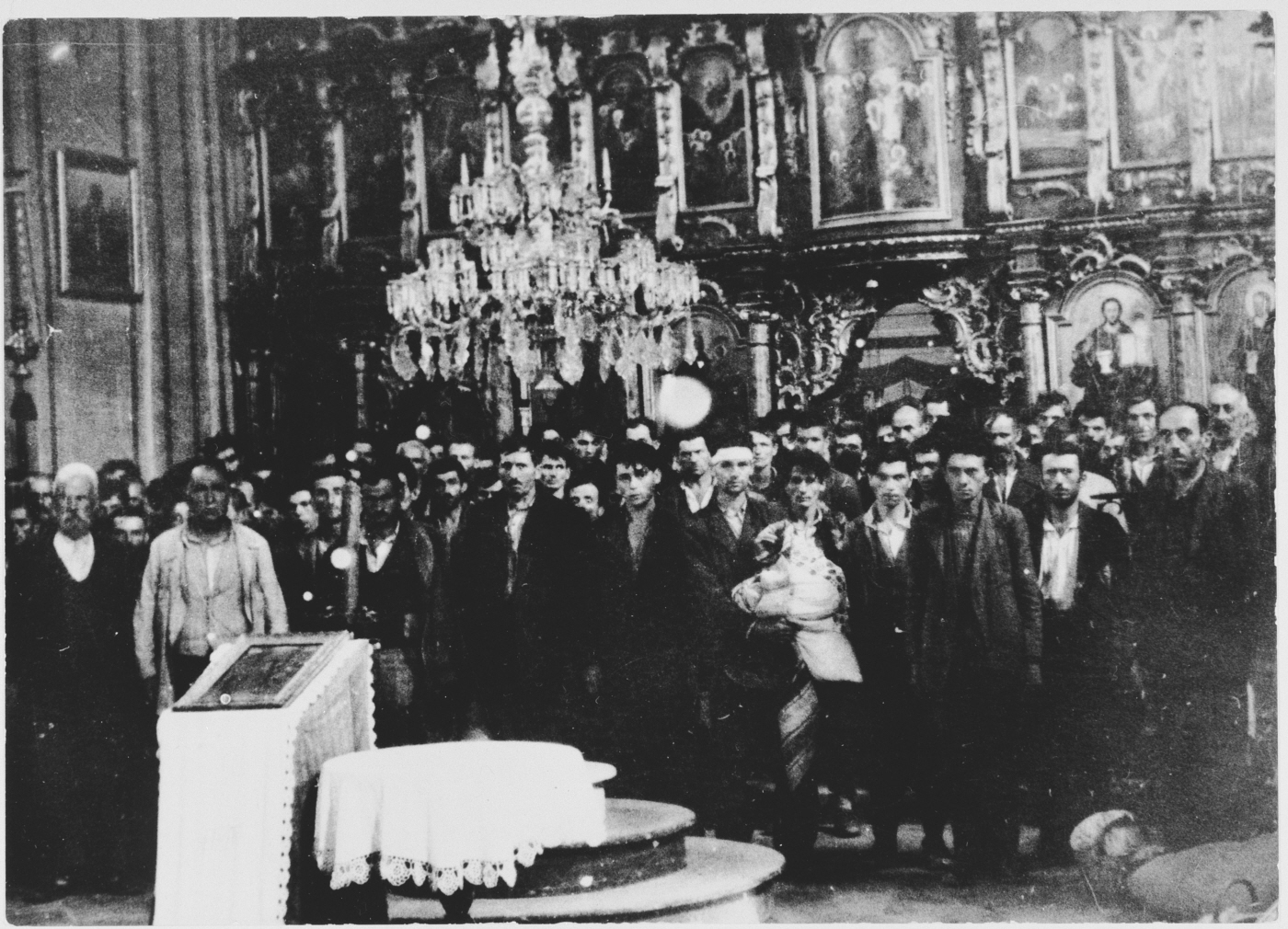
Zwangskatholisierung von serbischen Zivilisten, welche vor einem Taufbecken in der Kirche in Glina aufgestellt sind.

In der Ustascha-Führung war es jedoch umstritten, ob die konvertierten Serben einen Platz in Kroatien haben sollten. Ustascha-Milizen griffen auch konvertierte Serben an und zeigten damit, dass der Kirchenübertritt keinen Schutz bot. In einigen Fällen zwang die Ustascha-Miliz serbische Zivilisten mithilfe von Drohung und Folterung zur Konversion, auch mit anschließendem Mord und Vertreibung. So führten Angehörige der Ustascha-Miliz Massenkonversionen der serbischen Bevölkerung ganzer Dörfer mit vorgehaltener Waffe durch. In einigen Fällen war dies nur das Vorspiel für ein anschließendes Massaker. Als Synonym hierfür gilt vor allem das Massaker von Glina.

## Haltung der katholischen Kirchen- und Ordensführung
Die Römisch-katholische Kirche in Kroatien reagierte allgemein mit Begeisterung auf die Gründung des Unabhängigen Staates Kroatien. Diese Begeisterung ließ jedoch bei einigen bereits nach kurzer Zeit, durch die weitreichende anti-serbische Gesetzgebung sowie die gegen Juden und Roma gerichteten Rassengesetze, nach. Die Politik der Zwangskonversionen war eines der Probleme, welche die Beziehung zwischen der Kirche und den Ustascha belastet haben. Zum einen begrüßte die katholische Kirche die hohe Zahl der zum katholischen Glauben konvertierten Personen, zum anderen war es ihr Anliegen, dass diese Konversionen auf freiwilliger Basis und unter strikter Kontrolle der Kirche geschehen sollten.
Aufgrund der politisch motivierten gewaltsamen Massenkonversionen versuchte die Leitung der katholischen Kirche in Kroatien die Kontrolle über die Konversionen zu übernehmen. Das Erzbistum Zagreb unter Alojzije Stepinac wies mit Rundschreiben vom 8. Mai 1941 die Gemeindepfarrer an, sich strikt an die katholischen Grundsätze für die Konversionen zu halten. Über die Aufnahme in die katholische Kirche habe letztendlich nur der zuständige Bischof zu entscheiden, der von den Priestern ausreichend informiert werden müsse. Die Haltung vor Ort richtete sich damit nach den zuständigen Geistlichen, deren Motive, sich an den Konversionen zu beteiligen, von dem Wunsch die Serben vor der Ustascha zu retten bis hin zu Fantasien von einem katholischen Westbalkan reichten.
Um vermeintlich dem Terror der Ustascha zu entgehen, ersuchten Serben scharenweise um Aufnahme in die katholische Kirche, sodass die örtlichen katholischen Pfarrer nicht wussten, wie sie die kirchlichen Konversionsbestimmungen einhalten sollten. So wandten sich Pfarrer im stark serbisch besiedelten dalmatinischen Hinterland mehrfach an ihren Bischof, um pauschale Genehmigung zur Konversion bedrohter Serben zu erhalten.
Ende 1941 schrieb Erzbischof Stepinac dem kroatischen Staats- und Ustaschaführer Ante Pavelić, dass jede Gewaltanwendung den Ruf der katholischen Kirche schwer beschädigen und die Katholisierung zum Scheitern bringen könne. Es sei daher notwendig geeignete Missionare zu betrauen „und nicht Priester oder Gläubige, die unvorsichtig sind und in deren Hand eher ein Revolver als ein Kruzifix gehört.“
Auch die Mitglieder der in Bosnien und der Herzegowina traditionell stark verankerten Ordensgemeinschaft der Franziskaner erhielten durch die Generaldirektion in Rom mit Anweisung vom 24. Juli 1941 das ausdrückliche Verbot, sich an den Massenkonversionen der Ustascha zu beteiligen.